# Dorotea Bucca

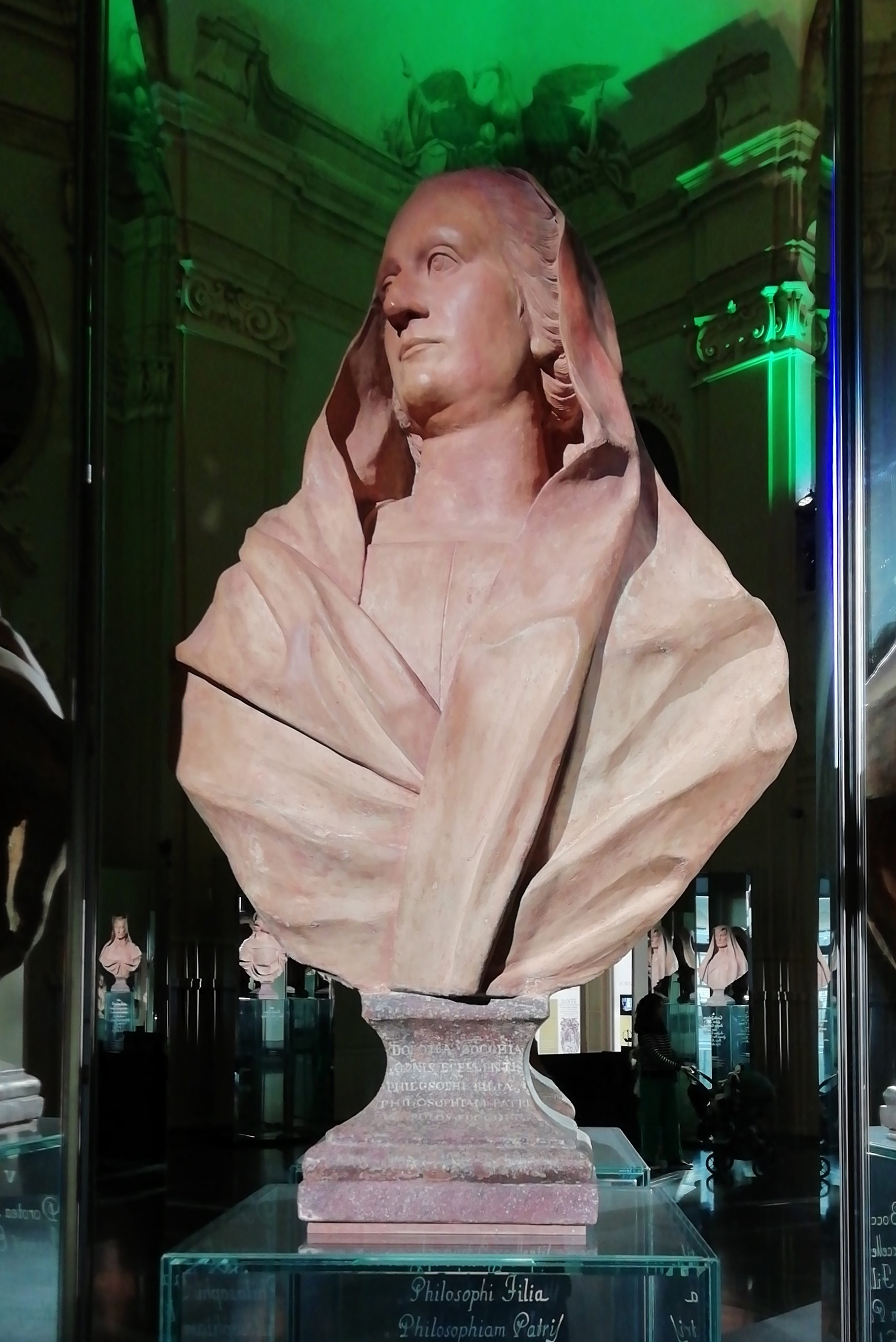
Dorotea Bocchi - Museo della storia di Bologna, Palazzo Pepoli - Bologna

Dorotea Bucca (1360 – 1436), ook bekend als Dorotea Bocchi, was een Italiaans arts, filosoof. Ze had een leerstoel aan de Universiteit van Bologna, waar ze vanaf 1390 voor meer dan veertig jaar actief was. Er is relatief weinig bekend over haar, maar ze moet de eerste vrouw geweest zijn die een dergelijke positie binnen de universiteit bekleedde.

## Levensloop
Giovanni Bocchi, de vader van Dorotea, was ook arts, filosoof en professor in de geneeskunde aan de Universiteit van Bologna. Haar moeder was Ghisia da Saliceto.
De historicus Tommaso Duranti trekt het verhaal rond Dorotea in twijfel en gelooft niet in de rol van deze vrouw aan de Universiteit van Bologna. Hij schrijft desondanks zelf dat een door Giovanni Niccolò Pasquali Alidosi (1570 – 1627) opgemaakte stamboom, laat zien wie haar familie was. Alidosi laat ook weten dat zij twee keer getrouwd is, eerst met Bartolomeo Carlini en vervolgens met Giacomo Paltroni die verder onbekend zijn. Hij schrijft bovendien dat zij meerdere malen in boekwerken genoemd wordt als een van de illustere vrouwen van Italië en de wereld.
Zowel Dorotea als haar vader werden eerder genoemd en geprezen door Francesco Serdonati (1540 – na 1602) in zijn werk D'altre donne illustri (Over meer illustere vrouwen) uit 1596. Dit boek is een vertaling naar het Italiaans van Delle donne illustri (Over illustere vrouwen) van Giovanni Boccaccio waaraan Serdonati later meer vrouwen heeft toegevoegd.
Dorotea volgde haar vader op als docent in anatomie. Zij werd erg bekend en trok studenten uit heel Europa aan, wat haar een salaris van honderd lire per jaar opleverde wat voor die tijd aanzienlijk was.

## Historische context
Er werd in haar tijd weinig geschreven over Dorotea Bucca en veel kennis is mondeling overgedragen, waardoor haar wetenschappelijke bijdrage niet precies aan te geven is. Haar belangrijke positie aan de universiteit, die ze meer dan veertig jaar aanhield, moet uitzonderlijk geweest zijn in een tijd waarin vrouwen nauwelijks toegang hadden tot hoger onderwijs. Er zijn echter meerdere voorbeelden van vrouwen in de middeleeuwen, zoals Bettisia Gozzadini, die wel toegang hadden tot de universiteit en daar een carrière opbouwden, maar het gaat slechts om enkele gevallen.